# تريستان روبنز
تريستان روبنز (بالإنجليزية: Tristan Robbins)‏ هو دراج بريطاني، ولد في 26 مايو 1996 في برستل في المملكة المتحدة.

## وصلات خارجية
- تريستان روبنز على موقع الاتحاد الدولي للدراجات (الإنجليزية)
- تريستان روبنز على موقع أرشيف الدراجات (الإنجليزية)
- تريستان روبنز على موقع إحصائيات الدراجات الإحترافية (الإنجليزية)